# حسين كاظم قادري بك
حسين كاظم قدري بك (بالتركية: Hüseyin Kazım Kadri)‏‏ (ولدَ في 1870، إسطنبول - توفي في 20 يناير 1934، طرسوس) هو سياسي عثماني، تولى منصب والي سالونيك.
في عام 1916 نشر مذكراته «ثورة العاشر من يوليو وتداعياتها» تحت اسم مستعار «الشيخ محسن فاني». وانتقد فيها لجنة الشباب التركي لقربها من الفاسدين -على حد تعبيره- ياني ساندانسكي وتودور بانيتسا

## مناصبه
تولى المناصب التالية:
- والي سالونيك (1912–1912)
- ناظر التجارة والزراعة  [لغات أخرى]‏ (1920–1921)
- ناظر الأوقاف الهمايونية  [لغات أخرى]‏ (1921–1921)